# Christoph Pfingsten
Christoph Pfingsten (Potsdam, 20 novembre 1987) è un ex ciclista su strada e ciclocrossista tedesco, è stato professionista dal 2015 al 2021.

## Palmarès

### Strada
- 2007 (Under-23)

3ª tappa Grand Prix Cycliste de Gemenc (Paks > Szekszárd)
- 2010 (Van Vliet-EBH Elshof, una vittoria)

5ª tappa Ringerike Grand Prix (Hønefoss > Hønefoss)
- 2014 (Cyclingteam de Rijke)

Prologo Flèche du Sud (Schifflange, cronometro)

#### Altri successi
- 2013 (Cycling Team De Rijke-Shanks)

Prologo Volta a Portugal (Lisbona, cronosquadre)
- 2018 (Bora-Hansgrohe)

1ª tappa Czech Cycling Tour (Uničov, cronosquadre)

### Cross
- 2010-2011

Toi Toi Cup (Uničov)
Döhlauer Crossrennen (Döhlau)
- 2011-2012

Toi Toi Cup (Hlinsko)
Toi Toi Cup (Louny)
Toi Toi Cup (Holé Vrchy)
Frankfurter Rad-Cross (Francoforte sul Meno)
Campionati tedeschi

## Piazzamenti

### Grandi Giri
- Giro d'Italia

2018: 58º
2020: non partito (10ª tappa)
- Vuelta a España

2016: 75º
2017: 142º

### Classiche monumento
- Milano-Sanremo

2021: 159º
- Giro delle Fiandre

2015: 121º
2017: 80º
2018: 89º
- Parigi-Roubaix

2015: ritirato
- Liegi-Bastogne-Liegi

2018: ritirato
2021: ritirato
- Giro di Lombardia

2018: ritirato

### Competizioni mondiali
- Campionati del mondo su strada

Toscana 2013 - Cronosquadre: 30º
- Campionati del mondo di ciclocross

Sankt Wendel 2005 - Juniores: 3º
Hoogerheide 2009 - Under-23: 2º
Tábor 2010 - Elite: 24º
Sankt Wendel 2011 - Elite: 23º
Koksijde 2012 - Elite: 24º

### Competizioni europee
- Campionati europei su strada

Valkenburg 2006 - In linea Under-23: ritirato
Sofia 2007 - In linea Under-23: 78º